# Ейванд-е Бала
Ейванд-е Бала (перс. ايوندبالا) — село в Ірані, у дегестані Джаверсіян, у бахші Каре-Чай, шагрестані Хондаб остану Марказі. За даними перепису 2006 року, його населення становило 0 осіб.

## Клімат
Середня річна температура становить 9,98 °C, середня максимальна – 28,14 °C, а середня мінімальна – -11,63 °C. Середня річна кількість опадів – 265 мм.
| Клімат поселення                              | Клімат поселення | Клімат поселення | Клімат поселення | Клімат поселення | Клімат поселення | Клімат поселення | Клімат поселення | Клімат поселення | Клімат поселення | Клімат поселення | Клімат поселення | Клімат поселення | Клімат поселення |
| Показник                                      | Січ.             | Лют.             | Бер.             | Квіт.            | Трав.            | Черв.            | Лип.             | Серп.            | Вер.             | Жовт.            | Лист.            | Груд.            |                  |
| Середній максимум, °C                         | 4,28             | 6,19             | 9,54             | 16,50            | 21,99            | 26,99            | 28,14            | 27,99            | 23,33            | 17,42            | 10,87            | 5,40             |                  |
| Середня температура, °C                       | −3,67            | −1,77            | 1,56             | 8,54             | 14,03            | 19,03            | 22,95            | 22,81            | 18,15            | 12,22            | 5,68             | 0,21             |                  |
| Середній мінімум, °C                          | −11,63           | −9,73            | −6,4             | 0,57             | 6,06             | 11,06            | 17,76            | 17,61            | 12,97            | 7,02             | 0,50             | −4,98            |                  |
| Норма опадів, мм                              | 38               | 36               | 49               | 37               | 33               | 6                | 1                | 1                | 0                | 7                | 23               | 34               |                  |
| Середньомісячна швидкість вітру, м/с          | 1.39             | 2.14             | 2.88             | 2.74             | 2.44             | 2.22             | 2.14             | 2.14             | 2.03             | 2.00             | 1.72             | 1.39             |                  |
| Середньомісячна сонячна радіація, кДж/м²·день | 9272             | 12235            | 14904            | 18351            | 22331            | 26977            | 25993            | 24120            | 21260            | 15709            | 11022            | 9056             |                  |
| --------------------------------------------- | ---------------- | ---------------- | ---------------- | ---------------- | ---------------- | ---------------- | ---------------- | ---------------- | ---------------- | ---------------- | ---------------- | ---------------- | ---------------- |
| Джерело:                                      |                  |                  |                  |                  |                  |                  |                  |                  |                  |                  |                  |                  |                  |